# Lijst van gouverneurs van Maastricht
De gouverneurs van Maastricht waren de militaire gouverneurs die van 1567 tot 1845 (eigenlijk 1795) het opperbevel voerden over de vestingstad Maastricht en de Landen van Overmaas (na 1661 Staats-Overmaas). Maastricht stond als tweeherige stad vanouds onder gezamenlijk Luiks-Brabants bestuur. Na de Beeldenstorm van 1566 besloot landvoogdes Margaretha van Parma permanent een garnizoen in de stad te legeren. Vanaf 1632 nam de Republiek de plaats van Brabant in binnen het condominium met Luik. Hoewel benoemd door de Spaanse koning (1567-1632) of door de Staten-Generaal van de Nederlanden (1632-1795), moest de gouverneur ook de eed afleggen op de prins-bisschop van Luik, hetgeen plaatsvond in de Proosdij van Sint-Servaas. Sommige gouverneurs weigerden dit. De benoeming tot gouverneur van Maastricht werd in de 17e en 18e eeuw gezien als eervol en lucratief. Om ervoor in aanmerking te komen was een adellijke titel noodzakelijk. Vanaf 1616 woonde en werkte de gouverneur in het gouvernementspaleis aan de Bouillonstraat, de voorloper van wat sinds 1986 het Oud Gouvernement heet. Soms verbleef de gouverneur elders en werden de taken waargenomen door de vestingcommandant. Hoewel de hoogste militaire bevelhebbers van de vesting Maastricht vanaf de Franse Tijd niet langer gouverneur werden genoemd, zijn ze toch in deze lijst opgenomen. Na 1845 had Maastricht geen militaire opperbevelhebbers meer. In 1867 werd de vesting Maastricht officieel opgeheven.
| Afbeelding | Naam                                                | Periode   | Opmerkingen |
| ---------- | --------------------------------------------------- | --------- | --- |
|            | Gilles van Berlaymont                               | 1567      | Eerste militaire gouverneur van Maastricht, dat in april 1567 garnizoensstad werd; reden van terugtreden onbekend.                                                                                                  |
|            | Philip van Eberstein                                | 1567-1568 | Legde op 5 juli 1567 de eed af als gouverneur van de vesting; moest zijn troepen op 7 juni 1568 wegens financiële problemen terugtrekken.                                                                           |
|            | Sancho de Londoño                                   | 1568      | Maestre de Campo in het Spaanse leger; kreeg gouverneurschap als beloning voor overwinning in Slag bij Dalheim; legde op 9 juli 1568 de eed af, maar was toen al ziek; stierf binnen een jaar.                      |
|            | Bernard van Schauenburg                             | 1568-1569 | Duits veldheer die zijn huurtroepen ter beschikking stelde aan de Spaanse koning; op 29 september 1568 door Alva benoemd tot gouverneur (of stadscommandant) van Maastricht.                                        |
|            | Francisco de Montesdoca                             | 1569-1577 | Eerste termijn als Spaans gouverneur van Maastricht; kan als zodanig verantwoordelijk worden gehouden voor de Spaanse Furie in Maastricht in 1576.                                                                  |
|            | Arnold II Huyn van Amstenrade                       | 1577      | Slechts enkele maanden gouverneur; werd tegengewerkt door de stad vanwege de aanwezigheid van Luikse troepen. |
|            | Johan IV Corsselaar van Wittem                      | 1577      | Slechts enkele maanden gouverneur; diende ontslag in uit onvrede met weigering van de Staten-Generaal om het garnizoen te versterken.                                                                               |
|            | Jan van Merode-Pietersheim                          | 1577-1578 | Staats gouverneur, aanvankelijk samen met Jan IV Corsselaar van Wittem, later alleen. |
|            | Willem van Horne                                    | 1578      | Staats gouverneur. |
|            | Melchior van Schwarzenberg                          | 1578-1579 | Had niet het vertrouwen van Willem van Oranje, die daarom Sebastiaan Tapijn tot bevelhebber der vestingwerken benoemde; sneuvelde bij het Beleg van Maastricht (1579).                                              |
|            | Francesco de Montesdoca                             | 1579-1580 | Tweede termijn als Spaans gouverneur van Maastricht. |
|            | Adrien de Gomicourt                                 | 1580-1590 | Heer van Cunchy, Lignereule en Mazières, ridder van de Orde van St. Jacques. |
|            | Antonius van Grenet van Werp                        | 1590-1616 | In 27 juni 1590 legde hij de eed af als gouverneur; in maart 1616 eervol ontslagen wegens zijn hoge leeftijd. |
|            | Claude van Lannoy                                   | 1616-1632 | Zuid-Nederlands militair in Spaanse dienst; ridder van de Orde van het Gulden Vlies; na 1632 gouverneur van Namen en Luxemburg.                                                                                     |
|            | Willem Bette van Lede                               | 1632      | Waarnemend gouverneur; gouverneur De Lannoy was op expeditie in Duitsland tijdens het Beleg van Maastricht (1632).                                                                                                  |
|            | Frederik Maurits de La Tour d'Auvergne              | 1632-1641 | Hertog van Bouillon en kleinzoon van Willem van Oranje; kreeg het gouverneurschap als beloning voor zijn aandeel in het Beleg van 's-Hertogenbosch.                                                                 |
|            | Johan Albert van Solms                              | 1641-1648 | |
|            | Frederik Magnus van Salm                            | 1648-1673 | |
|            | Jacques de Fariaux                                  | 1673      | Staats gouverneur van Maastricht tijdens het Beleg van Maastricht (1673); moest de stad na 21 dagen overgeven. |
|            | Godefroi d'Estrades                                 | 1673-1678 | Maarschalk van Frankrijk en gouverneur onder Franse bezetting. Waarnemend commandanten: Michel du Monceau (1674) en Juan Salvador de Calvo (1676-1678).                                                             |
|            | George Frederik van Waldeck-Eisenberg               | 1679-1692 | Duits maarschalk in Staatse dienst, die vanuit Maastricht diverse militaire operaties uitvoerde; opdrachtgever vernieuwing vestingwerken (o.a. Waldeckbastion), uitgevoerd door Baron van Dopff.                    |
|            | Johan Adolf van Sleeswijk-Holstein-Sonderburg-Plön  | 1693-1704 | Duits maarschalk in Staatse dienst, die vanuit Maastricht diverse militaire operaties uitvoerde; opdrachtgever bouw Fort Sint-Pieter, uitgevoerd door Van Dopff.                                                    |
|            | Daniël Wolff baron van Dopff                        | 1713-1718 | Commandant van de vesting Maastricht vanaf 1694, waarnemend gouverneur vanaf 1704, na de Vrede van Utrecht officieel benoemd. Weigerde de eed op de Luikse prins-bisschop af te leggen. Bouwheer Kasteel Neercanne. |
|            | Claude-Frédéric t'Serclaes van Tilly                | 1718-1723 | Bouwheer Hof van Tilly. |
|            | Willem VIII van Hessen-Kassel                       | 1723-1747 | Vanaf 1730 was hij de feitelijke vorst van Hessen en nog maar zelden in Maastricht; commandant Aylva nam de meeste taken waar, o.a. tijdens het beleg van 1748.                                                     |
|            | Ulrich van Löwendal                                 | 1748      | Maarschalk van Frankrijk en interim gouverneur. |
|            | Hobbe Esaias van Aylva                              | 1749-1772 | |
|            | Karel Christiaan van Nassau-Weilburg                | 1772-1781 | |
|            | Frederik van Hessen-Kassel                          | 1781-1794 | Gaf de vesting op 1 november 1794 over aan de Franse troepen onder bevel van generaal Kléber. |
|            | Frans bewind                                        | 1794-1814 | Commandanten tijdens het Directoire (tevens commissaires du pouvoir exécutif): J.L. Rogier (1795-1796), Nicolas Girard (1796-1799) en François A. Cavenne (1799-1800).                                              |
|            | Pierre Hugues Victoire Merle                        | 1813-1814 | Laatste Franse vestingcommandant |
|            | Guillaume Anne de Constant Rebecque de Villars      | 1815-1832 | Opperbevelhebber van de strijdkrachten in de provincies Luik en Limburg te Maastricht. |
|            | Bernardus Johannes Cornelis Dibbets                 | 1832-1839 | Vanaf 1830 commandant van het Nederlandse garnizoen in het door Belgische troepen van de rest van Nederland afgesneden Maastricht; vanaf 1832 opperbevelhebber.                                                     |
|            | Frederik Benjamin Alexander Philip van der Capellen | 1839-1841 | Interim-opperbevelhebber van 1 april 1839 tot 1 januari 1841. |
|            | Andries Jan Jacob des Tombe                         | 1841-1845 | Laatste opperbevelhebber; in 1867 werd de vesting opgeheven. |

Aan het einde van de Tweede Wereldoorlog heeft Maastricht gedurende een korte tijd opnieuw een militair gouverneur gehad: B. van Hasselt. Hij was een verbindingsofficier en kreeg na de bevrijding van Maastricht het gezag over het eerste deel van Nederland als militair gouverneur.